# Glasögon-ofrys
Glasögon-ofrys, eller vitluden ofrys, Ophrys argolica är en orkidéart som beskrevs av Hans Fleischmann. Glasögon-ofrys ingår i ofryssläktet, och familjen orkidéer. IUCN kategoriserar arten globalt som sårbar.

## Underarter
Arten delas in i följande underarter:
- O. a. aegaea
- O. a. argolica
- O. a. biscutella
- O. a. crabronifera
- O. a. elegans
- O. a. lesbis
- O. a. lucis

## Bildgalleri

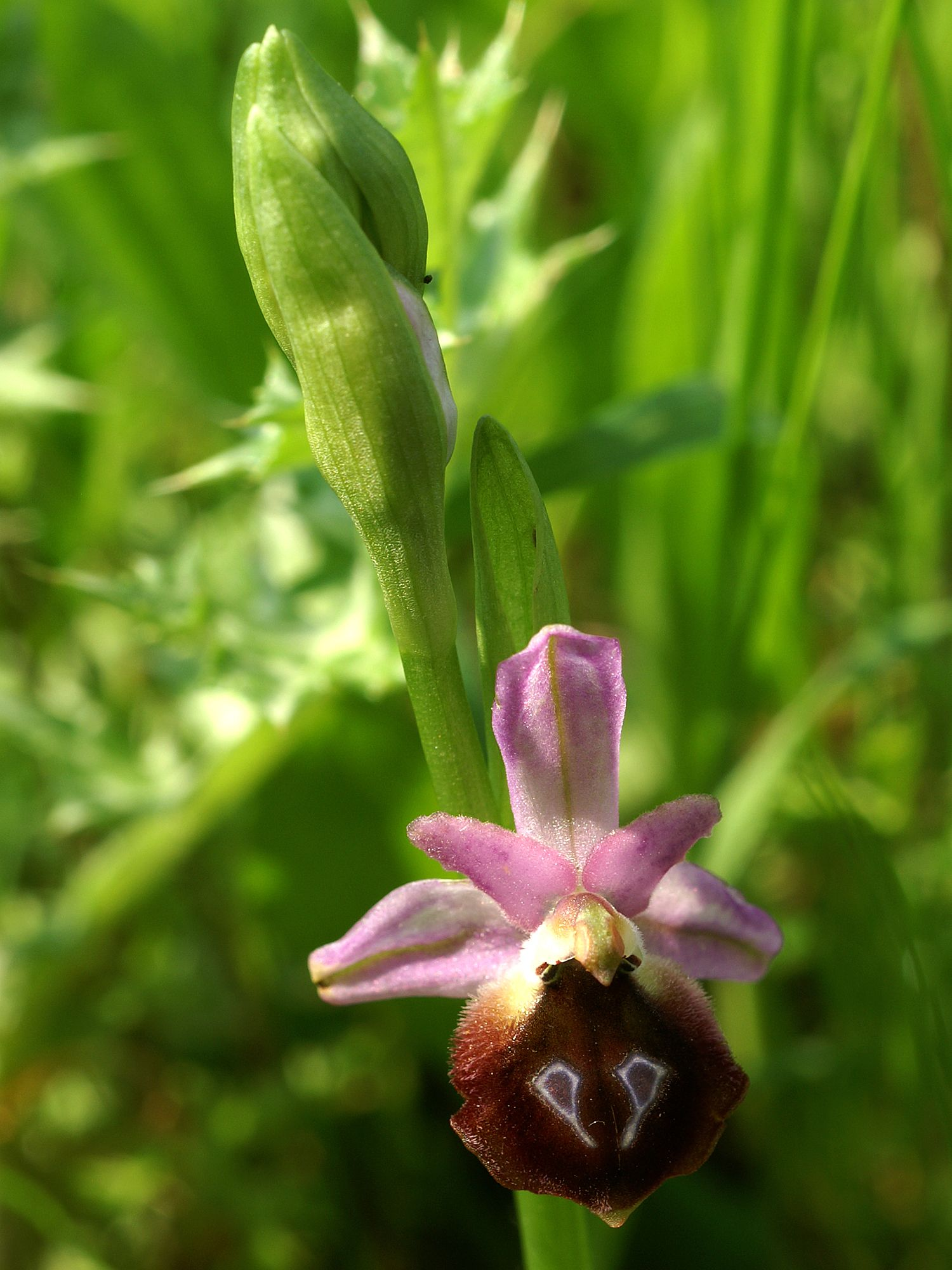
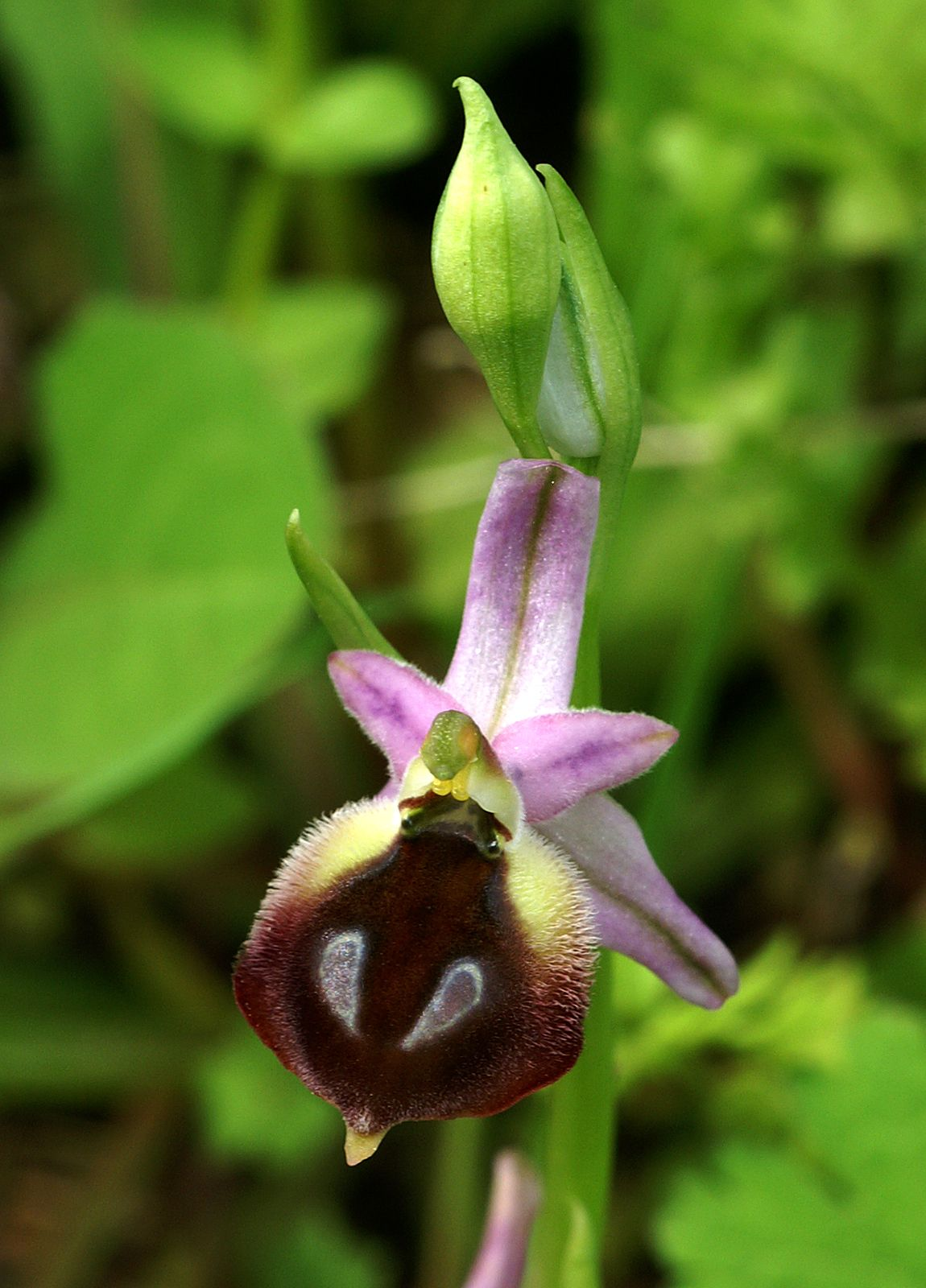
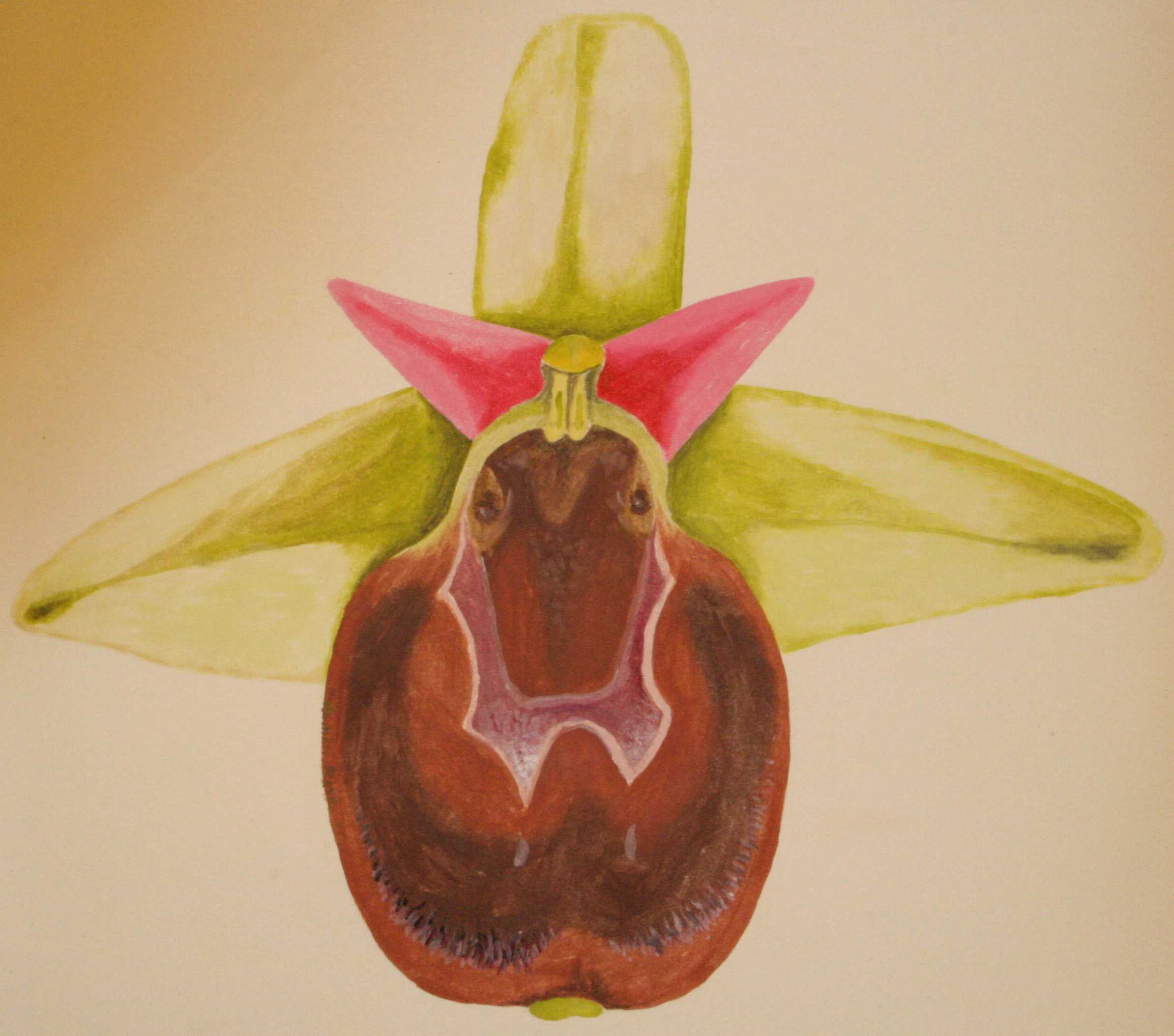
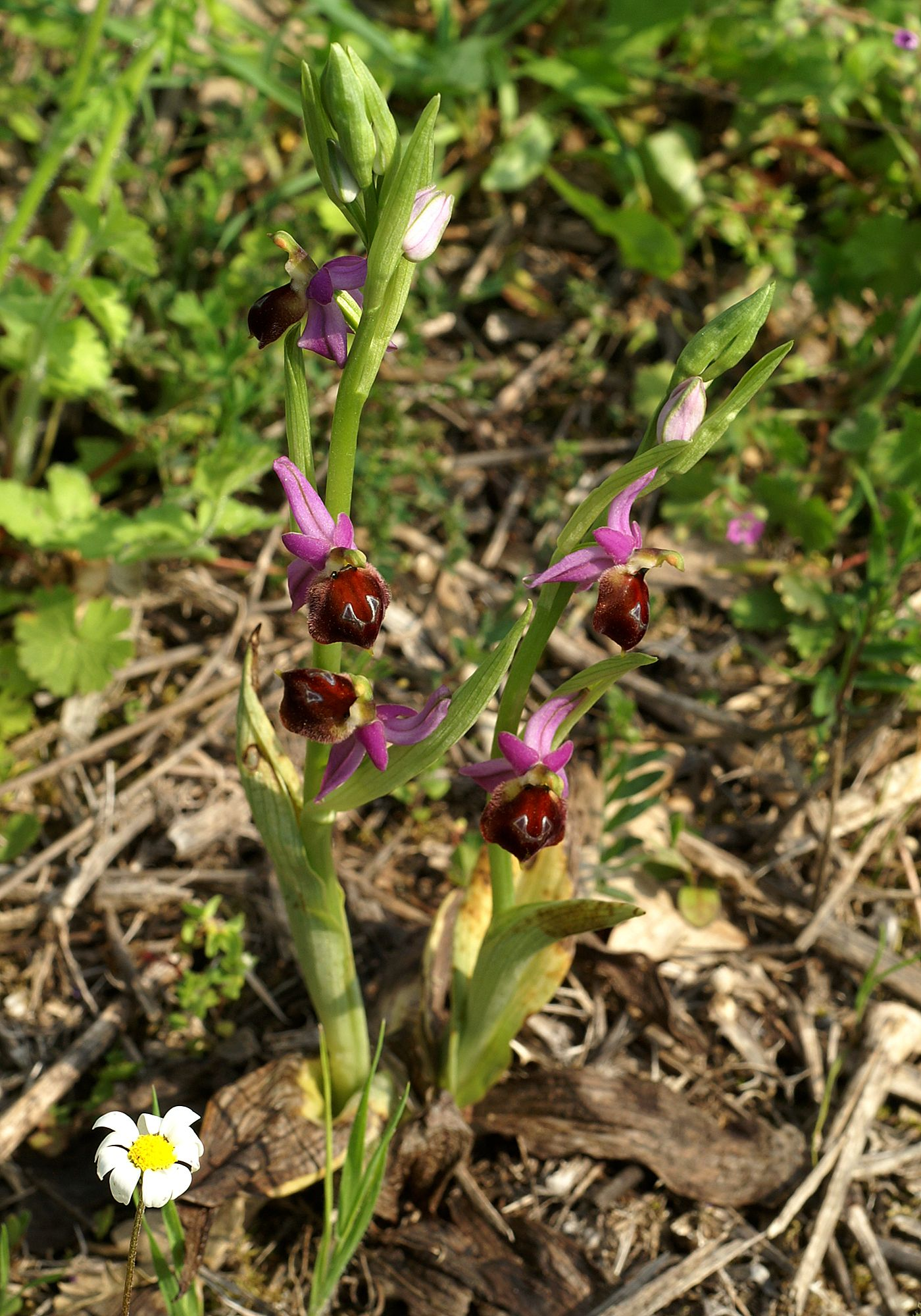
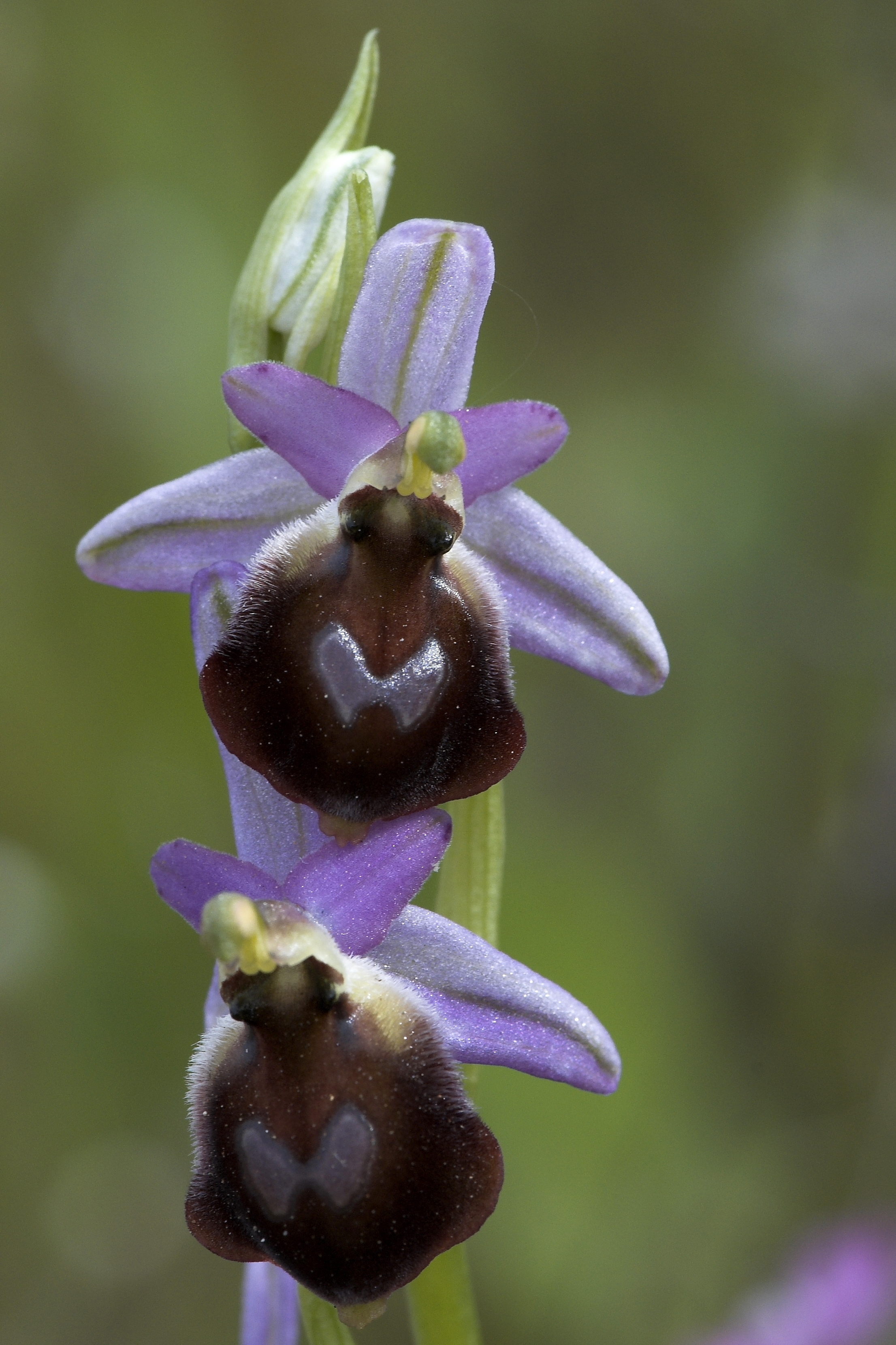
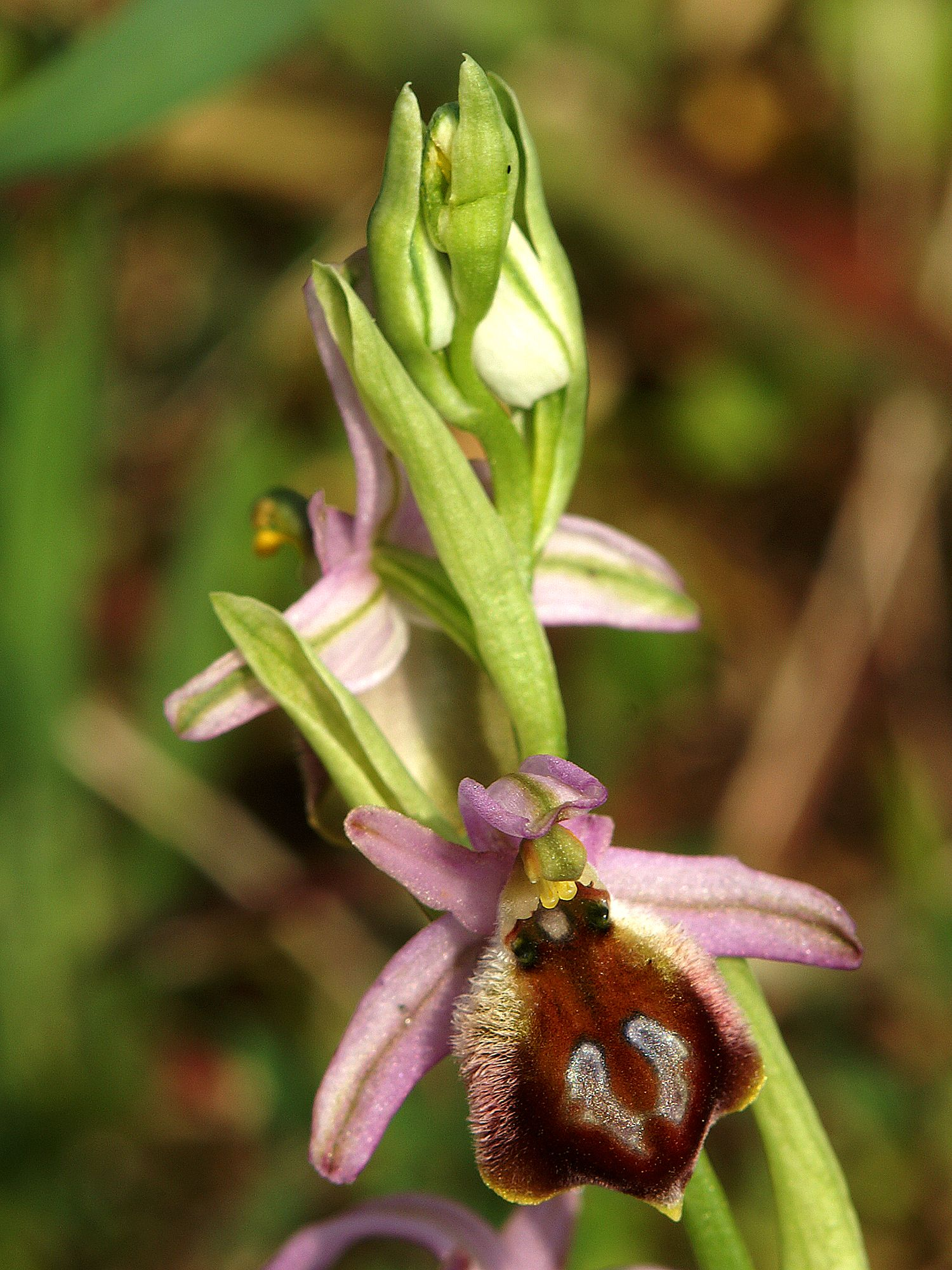